# 横瀬貞固
横瀬 貞固（よこせ さだもと）は、江戸時代後期の高家旗本。高家横瀬家（表高家）7代当主。官位は従四位上・侍従、筑前守。

## 略歴
文化7年（1810年）、5代当主・横瀬貞径の子として誕生。6代当主・横瀬貞征の養子となる。
文政10年（1827年）10月15日、11代将軍・徳川家斉に御目見する。天保2年（1831年）8月5日、高家見習となり、12月16日に従五位下・侍従・美濃守に叙任、12月23日に高家職に就く。後に山城守、筑前守に改める。天保13年（1842年）10月11日、養父・貞征の死去により、家督を相続する。安政4年（1857年）11月28日、高家肝煎となり、従四位下に昇進する。後に従四位上に昇進する。
家督は子・貞篤が継いだ。